# Venâncio Mondlane
Pour les articles homonymes, voir Mondlane.
Venâncio António Bila Mondlane, né le 17 janvier 1974 à Lichinga, est un homme politique mozambicain. Il est initialement membre de la Renamo, mais quitte ce parti en 2024 et se présente comme indépendant à l'élection présidentielle de 2024 où il termine second.

## Biographie
Mondlane est né le 17 janvier 1974 à Lichinga, la préfecture de la province de Niassa. Il étudie à l'université Eduardo-Mondlane et obtient un diplôme en ingénierie forestière.

### Parcours politique
Mondlane mène une carrière politique à partir de 2013 au Mouvement démocratique du Mozambique (MDM). Il est élu député lors des élections législatives de 2014 et réélu lors de celles de 2019, dans la province-ville de Maputo. Mondlane est le candidat de la Renamo à la mairie de Maputo lors de l'élection municipale de 2023. Il est battu et dénonce des fraudes.
Il se porte candidat à la présidence de la Renamo en mai 2024 mais est exclu de l'élection interne.
En juin 2024, Mondlane quitte la Renamo et démissionne de son mandat de député. Devenu indépendant, il est soutenu par le Parti optimiste pour le développement du Mozambique (PODEMOS) et la Coalition alliance démocratique (CAD, Coligação Aliança Democrática, une coalition de 9 partis politiques) en vue de l'élection présidentielle d'octobre 2024. Il axe sa campagne sur la lutte contre la corruption et les fraudes électorales, en particulier celles lors des élections municipales de 2023, et est perçu comme un candidat crédible,,. Les médias le décrivent comme le « principal opposant » au Frelimo au pouvoir. Mondlane arrive en seconde position du premier tour, devant le candidat de la Renamo, avec 20,3 % des voix. Daniel Chapo est toutefois élu dès le premier tour. Podemos obtient 31 sièges sur 250 à l'Assemblée nationale.
Le résultat des élections est contesté par Mondlane, les partis d'opposition et les observateurs internationaux. L'opposition organise des manifestations dont la repression fait au moins 360 morts. Mondlane se cache, craignant pour sa sécurité, et fuit le pays, d'abord vers l'Afrique du Sud puis hors d'Afrique,,.
Le 9 janvier 2025, Venâncio Mondlane revient au Mozambique après son exil en Afrique du Sud. Il appelle à un dialogue politique auquel il participerait. Devant la presse, il se déclare président et organise une prestation de serment,. Il publie peu après un « décret présidentiel » dans lequel il autorise les citoyens à lutter contre la police. Mondlane demande aussi la libération de 4 000 prisonniers arrétés pendant les manifestations. En mars 2025, Podemos, avec d'autres partis, signe un accord avec le gouvernement visant à engager un processus de réforme de la constitution (dans le cadre d'un « dialogue national inclusif »). Mondlane s'éloigne alors de Podemos. Il est aussi entendu par la justice pour son rôle dans les manifestations post-électorales et il est soumis à une mesure de limitation de ses déplacements. Mondlane rencontre le président Daniel Chapo le même mois avec pour objectif de promouvoir la « stabilité nationale » et la « réconciliation »,.
En juillet 2025, Venâncio Mondlane est inculpé par la justice de plusieurs chefs d'accusation dont « incitation à la désobéissance collective », « incitation publique à commettre un crime » et « incitation au terrorisme » pour son rôle dans les heurts post-électoraux qui font plus de 300 morts. Mondlane est laissé libre, sous contrôle judiciaire.

### Ministère
En 2015, il devient pasteur chrétien pentecôtiste de la Igreja Ministério Divina Esperança à Maputo,.

## Vie personnelle
En 2012, il devient chrétien pentecôtiste membre de la Igreja Ministério Divina Esperança.